# Sha Tin
Sha Tin (chinois traditionnel : 沙田新市鎮 ; cantonais Jyutping : saa¹ tin⁴ san¹ si⁵ zen³ ; litt. « Nouveau bourg du Champs de sable ») est une des villes nouvelles développées à partir des années 1970 dans les Nouveaux Territoires hongkongais. S'étendant sur 36 km2, elle comprend le Sha Tin historique duquel provient son nom, ainsi que Tai Wai, Fo Tan, Tai Shui Hang, Ma On Shan. La population actuelle est d'environ 630 000 habitants et sa capacité prévue une fois entièrement développée est de 700 000 habitants.
Dans la ville, on peut citer :
- City One, un complexe résidentiel composé de 52 tours, hautes de 27 à 34 étages et reliées entre elles par des passerelles couvertes. Cette ville verticale abrite plus de quarante mille personnes. Les tours comportent des commerces, des écoles, des cours-jardins et les étages supérieurs sont voués aux activités culturelles et de loisirs.
- l'hippodrome de Sha Tin, voir photos
- Sha Tin College, une école du monde préparant au baccalauréat international en anglais.
- le Musée du patrimoine de Hong Kong (Hong Kong Heritage Museum), qui permet de découvrir l’héritage culturel et l’histoire naturelle de la région, avec des présentations audio-visuelles.
- le Monastère des Dix Mille Bouddhas, une pagode rose à neuf étages, et son temple de Man Fat ou temple des 10 000 bouddhas. Les murs de ce dernier sont garnis de petits bouddhas dorés, le monastère contient plus de 12 000 bouddhas.
- des hôtels internationaux : Regal Riverside Hotel (830 chambres, 1986, Mobil ****), Royal Park Hotel (448 chambres, 1989, Mobil ****)
- la liaison Sha Tin - gare centrale (SCL) est une ligne de 17,1 km reliant Tai Wai à la gare centrale de l'ouest, en passant par 10 gares. Cette nouvelle liaison dont les travaux, évalués à 8 milliards de dollars[précision nécessaire], ont débuté en 2004, devrait être achevée d'ici 2008.

## Homonymie
- le Sha Tin historique (actuellement quartier de la ville nouvelle)
- Sha Tin, pour la ville nouvelle
- Sha Tin, pour le district où est située la ville nouvelle.